# Rheitlage
Rheitlage ist eine Bauerschaft der Stadt Lingen (Ems) im Landkreis Emsland in Niedersachsen. Sie liegt geografisch innerhalb des Ortsteils Schepsdorf.